# Französische Gebärdensprachen
Die französischen Gebärdensprachen sind eine Gebärdensprachfamilie, welche die meisten Gebärdensprachen der Welt beeinflusste. Sie hat ihren Ursprung in der alten französischen Gebärdensprache, welche sich in der Gehörlosengemeinschaft in Paris entwickelte. Im 18. Jahrhundert erwähnte l'Épée erstmals diese Gebärdensprache. Mehrere europäische Gebärdensprachen und die American Sign Language (ASL) sind durch l'Épées Arbeit von dieser Gebärdensprache abgeleitet. Der Einfluss der alten französischen Gebärdensprache in der ASL fand aber hauptsächlich durch die Lehrtätigkeit des Franzosen Laurent Clerc in der American School for the Deaf statt.
Viele Gebärdensprachen wie die Lengua de Signos Española werden als verwandt, aber nicht abstammend, angesehen.

## Erste Klassifikation nach Anderson  und Peterson
Anderson stellte 1979 zusammen mit Peterson die folgende Klassifizierung der Langue des signes française (LSF) vor. Dabei gingen sie von einer Ableitung aus den Klösterlichen Zeichensprachen aus, da dort die ersten adligen Gehörlosen unterrichtet wurden. Ihnen dort praktisch eine Sprache gegeben wurde. Diese Annahme ist falsch. Heute zählen diese Klösterlichen Zeichensprachen auch deswegen nicht mehr zu den Gebärdensprachen, weil sie nur aus dem Fingeralphabet und einfachen erlernten Zeichen bzw. Gesten von hörenden Mönchen bestanden. Die LSF wurde als Ursprache angesehen, weil l'Épée als Erster Schulen mit Gebärdensprache gründete und diese institutionalisierte. Diese Annahme ist teilweise richtig, da die DGS z. B. nicht zu den Französischen Gebärdensprachen zählt, weil in Deutschland lange Zeit orale Methoden bevorzugt wurden und somit eher eine Isolation vorlag.
- Langue des signes française (LSF)
  - 1086: Klösterliche Zeichensprachen
  - „Südwesteuropäische“ Gebärdensprachen
    - Proto-Spanisch
      - Lengua de Signos Española (LSE, Spanische Gebärdensprache) (Wörterbuch 1851)
      - Venezuelan Sign Language
      - Irish Sign Language
        - Australisch-Katholisch

    - Altpolnisch
      - Polski Język Migowy (PJM, Polnische Gebärdensprache)

    - Vieille langue des signes française (VLSF, Alte Französische Gebärdensprache) (vor l'Épée)
      - Ostfranzösisch: Altdänisch (1807), Altdeutsch, Deutsch-Evangelisch (Österreich 1779), Altrussisch (1806)
      - Westfranzösisch
        - Mittelfranzösische Gebärdensprach-Fingerbuchstabiergruppe: Nederlandse Gebarentaal (NGT, Niederländische Gebärdensprache, 1780), Langue des Signes Belge (LSB, Belgische Gebärdensprache, 1793), Schweizer Gebärdensprache, Altfranzösisch
        - Mittelfranzösisch (Wörterbuch 1850)
          - Französisch

        - Amerikanisches Englisch (1816; später mit Bestandteilen Nordwesteuropäischer Gebärdensprachen)
        - Internationale Fingerbuchstabiergruppe: Norsk tegnspråk (NTS, Norwegische Gebärdensprache), Suomen viittomakieli (SVM, Finnische Gebärdensprache), Deutsche Gebärdensprache (DGS), American Sign Language (ASL)
        - Altbrasilianisch
          - Língua Brasileira de Sinais (Libras, Brasilianische Gebärdensprache), Argentinische Gebärdensprache, Mexikanische Gebärdensprache

## Heutige Klassifikation nach Wittmann
Henri Wittmann hat 1991 auf Basis der 1979 von Anderson und Peterson durchgeführten Forschungen versucht die Klassifikation der Französischen Gebärdensprachen zu rekonstruieren. Er listete die vermuteten Sprachen mit ihrer Gründung oder frühesten Erwähnung auf. Spätere Studien bestätigten die meisten seiner Vermutungen. Demzufolge gilt folgende Klassifikation:
- 1752: Langue des signes française (LSF, abzugrenzen von der Vieille langue des signes française)
  - 1780: Österreichisch-ungarische Gebärdensprachen, aus der folgende Sprachen entwickelt bzw. beeinflusst worden sind:
    - Österreichische Gebärdensprache
    - Slowakische Gebärdensprache
    - 1786: Český znakový jazyk (Tschechische Gebärdensprache)
    - Ungarische Gebärdensprache
    - 1805: Ukrainische Gebärdensprache
    - 1806: Russische Gebärdensprache, aus der folgende Sprache entwickelt bzw. beeinflusst worden ist:
      - 1920: Bulgarische Gebärdensprache
      - wahrscheinlich Estnische Gebärdensprache (1866)

    - 1840: Jugoslawische Gebärdensprachen, aus der folgende Sprachen entwickelt bzw. beeinflusst worden sind:
      - Kosovarische Gebärdensprache
      - 1885: Kroatische Gebärdensprache
      - Mazedonische Gebärdensprache
      - 1840: Slowenische Gebärdensprache

  - ca. 1800–2000: Belgische Gebärdensprache (Aufspaltung während Förderalisierung)
    - ca. 1970: Vlaamse Gebarentaal (Flämische Gebärdensprache)
    - ca. 1970: Langue des Signes de Belgique francophone (Französisch-Belgische Gebärdensprache)

  - 1799: Nederlandse Gebarentaal (Niederländische Gebärdensprache)
  - 1806: Dänische Gebärdensprachen
    - Dansk tegnsprog (Dänische Gebärdensprache)
    - 1825: Norsk tegnspråk (Norwegische Gebärdensprache) (beeinflusst durch die deutschen Gebärdensprachen):
      - 1950: Malagasische Gebärdensprache (Gebärdensprache von Madagaskar)

    - ca. 1910: Isländische Gebärdensprache
    - 1960: Färöische Gebärdensprache
    - 1950: Greenlandic Sign Language

  - 1806: Lettische Gebärdensprache
  - 1806 (unsicher): Philippinische Gebärdensprache
  - Amerikanische Gebärdensprachen aus der American Sign Language (ASL, Amerikanische Gebärdensprache, 1817), aus der folgende Sprachen entwickelten bzw. beeinflusst worden sind:
    - 1973: Bolivianische Gebärdensprache (auch als Dialekt ASL bezeichnet)
    - Pigdin-hawaiienesische Gebärdensprache
    - evtl. Inuit-Gebärdensprache (Eskimo-Gebärdensprache)
    - Kenyanische Gebärdensprache
    - Tschadische Gebärdensprache
    - Simbabwische Gebärdensprache
    - 1907: Puerto-Ricanesische Gebärdensprache
    - 1951: Thailändische Gebärdensprache (Einfluss durch ASL und indigene Gebärdensprachen)
    - 1957/1960: Ghanaische Gebärdensprache
    - 1960: Nigerianische Gebärdensprache
    - ca. 1960: Gebärdensprache in Kuala Lumpur (heute als Malaiische Gebärdensprache bezeichnet)
    - ca. 1987: Marokkanische Gebärdensprache
    - Black American Sign Language

  - 1828: Italienische Gebärdensprache, aus der folgende Sprachen entwickelten bzw. beeinflusst worden sind:
    - Libysche Gebärdensprache
    - Tunesische Gebärdensprache
    - Äthiopische Gebärdensprache

  - 1828: Schweizer Gebärdensprachen, aus der folgende Sprachen entwickelten bzw. beeinflusst worden sind:
    - Lingua dei segni della Svizzera italiana (Tessiner Gebärdensprache) (heute wird von einem Dialekt der Italienischen Gebärdensprache ausgegangen)
    - Deutschschweizer Gebärdensprache (Abstammung unsicher[3])
    - Langue des signes Suisse romande (Westschweizer Gebärdensprache) (heute wird von einem Dialekt der französischen Gebärdensprache ausgegangen)

  - 1846: Irish Sign Language (Irische Gebärdensprache)
  - Mischung aus LSF und ASL:
    - 1950 (unsicher): Griechische Gebärdensprache
    - 1817: Langue des signes québécoise (Quebec-Gebärdensprache)

  - Algerische Gebärdensprache
  - Llengua de Signes Catalana (Katalanische Gebärdensprache)
  - 1869: Mexikanische Gebärdensprache
  - Rumänische Gebärdensprach